# Heidi (regény)
A Heidi egy 1881-ben megjelent ifjúsági regény Johanna Spyri svájci írónő tollából.
Eredetileg két kötetben jelent meg: 1880-ban a Heidis Lehr- und Wanderjahre (Heidi tanuló- és vándorévei) és 1881-ben a Heidi kann brauchen, was es gelernt hat (Heidi hasznosítani tudja, amiket tanult) címmel. A két kötet egy regénnyé egyesült, és azóta is többnyire ezt adják ki.
Az írónő mindössze négy hét alatt írta meg művét. Angol fordításban először 1892-ben jelent meg, és ezáltal megkezdte világhódító útját. Napjainkban a legtöbb példányszámban eladott német nyelvű regény (50 millió példányban kelt el), illetve a gyermek- és ifjúsági világirodalom egyik klasszikusának számít. Magyar nyelven először 1905–1906-ban Gaál Mózes átdolgozásában jelent meg Marci címen a Tanulók Lapjában, 1966-ban pedig Fazekas László fordításában a Móra Könyvkiadó gondozásában.

## Cselekmény
Heidi egyéves volt, amikor szüleit elvesztette, és ötéves koráig anyai nagynénjével, Dete-vel élt együtt. Egy júniusi napon Dete Frankfurtba készült, ugyanis állást kapott annál az uraságnál, akiket még a Bad Ragaz-i fürdőben szolgált ki. Mivel Heidit nem viheti magával Frankfurtba, úgy dönt, Maienfeldbe utazik, onnan pedig a hegyi falucska felé veszi az irányt. Ott mindenki ismeri a lányt, hiszen ő is a faluban született. Amikor egyik ismerőse, Barbel megtudja tőle, hogy Heidit emberkerülő nagyapjához viszi, le akarja beszélni róla, mivel az öregembernek elég rossz híre van a faluban. De Dete kitart elképzelése mellett, és amikor megérkeznek a nagyapához, az öreg kiadja Dete-nek az útját: ne mutatkozzon nála egyhamar. Heidi ezután három évig a hegyen él az öreggel és két kecskéjével, akiket a szívébe zár, csak úgy, mint Pétert, a kecskepásztort (nagyapa csak kecskeparancsnoknak hívja), a kecskenyáját, valamint Péter édesanyját és vak nagymamáját, aki szinte saját gyerekeként tekint rá. A fiú és Heidi tavasztól őszig felmennek a hegyi legelőre, ahonnan csodás kilátás nyílik a völgyre és a Falkniss ormára. Látják a rablómadarat is, amint magasan köröz. A kislány élete teljes boldogságban és gondtalanságban telik.
Elérkezik a tavasz. Heidi ekkor már nyolc éves. Egy napon ketten is ellátogatnak nagyapa kunyhójához: a falu lelkésze, aki megpróbálja rábeszélni az öreget, hogy költözzön le újra a hegyi faluba, hogy Heidi iskolába járhasson. Ugyanis már korábban el kellett volna kezdenie. Nagyapa azonban hajthatatlan, és udvariasan közli a pappal, hogy továbbra is a kunyhóban marad. A pap látogatása után Dete is megérkezik, és jó hírekkel állít be: egy gazdag frankfurti család társalkodónőt keres kerekesszékben élő kislányuknak. És a nagynéni szerint Heidi ehhez tökéletes választásnak tűnik. Azonban Heidi maradni akar. Dete ismét magára haragítja a nagyapát, aki végül azt mondja, hogy vigye el a gyereket és rontsa el, de ő nem akarja látni tollas kalappal a fején. Heidi még mindig maradni akar, de a nagynéni megígéri neki, hogyha nem tetszik neki Frankfurt, hazajöhet.
A kerekesszékben élő tizenkét éves kislány, Klara Sesemann és Heidi nem társalkodónők, sokkal inkább barátnők lesznek. Szüksége is van a társaságára, mivel édesanyja kiskorában meghalt, és édesapja üzleti ügyei miatt gyakran van távol. Ilyenkor a Sesemann-házban Rottermeier kisasszonynak engedelmeskedik minden cseléd és inas. Heidi ottléte sok gondot okoz a házvezetőnőnek: kiderül, hogy nemcsak, hogy nem tud írni és olvasni, még az ábécét sem ismeri. A tanító úr minden tőle telhetőt megtesz, hogy megtanulja, de nem jár sikerrel. Heidi olykor kalamajkát okoz a házban: egyik nap kiscicákkal állít be, melyek aztán sok bajt csinálnak. Rottenmeier kisasszony ki akarja dobatni az állatokat a házból, de az inas, Sebastian megígéri a kislányoknak, hogy a padláson rendez be nekik helyet. Aztán egy kintornás fiú kezd náluk zenélni: ezt Sebastian kéri tőle, végül kifizeti neki azt a költséget, amiért Heidit útbaigazította Frankfurt magas templomához. Heidit ugyanis sokszor gyötri a honvágy. A házból azonban nem látni mást, mint a többi házat. Ő viszont a hegyeket szeretné látni. A templomtoronyból is csalódottan távozik. Egy napon megérkezik a ház ura, megismerkedik Heidivel, de sokáig nem tud maradni, mert Párizsba kell utaznia. Ugyanakkor jó hírt közöl a lányokkal: édesanyja, a tiszteletben álló Sesemann asszony, hamarosan megérkezik és hosszabb ideig marad. A nagymama mindenkivel kedves, és Heidit is nagyon megszereti. Megtanítja őt olvasni meséken keresztül, így a kislánynak már könnyebben megy a tanulás. Azonban honvágy egyre csak emészti, és ez csak fokozódik a nagymama elutazásával. Heidi lesoványodik, nem eszik, nem iszik, és az édesanyjától örökölt alvajárás keríti hatalmába. A ház többi lakója azt hiszi, szellemek kísértenek náluk. Azonban a család jóságos orvosa megnyugtatja az időközben hazatérő Sesemann urat, hogy szellemekről szó sincs, viszont Heidit azonnal haza kell küldeni, különben állapota rosszabbra fordulhat.
Heidi hazatér, és doktor úr javaslata bebizonyosodik: újult erőre kap, és most már iskolába is jár. Nagyapa is megváltozik: télre leköltözik a hegyi faluba, ahol mindenki örül neki. A rossz híre csupán a róla elterjedt pletykák nyomán alakult ki, de ez a faluba költözésével semmivé válik. Heidi Pétert tanítja olvasni, a fiúnak ugyanis nincs ínyére az iskola, és legszívesebben semmit sem tanulna, csak pásztorkodna. Azonban Heiditől meghallja, hogy az anyja elküldené őt is Frankfurtba, ezért inkább a tanulás mellett dönt. Eltelik a tél, beköszönt a tavasz, majd a nyár, és Klara hosszabb időre látogatóba érkezik a hegyi kunyhóhoz. Remekül szórakozik barátnőjével, és az idő múlásával Péter kezd féltékeny lenni Heidire. Ennek pedig Klara az oka. El is határozza, hogy ne is legyen sokáig a hegyen. Egy reggel megfogja a kislány tolószékét és legurítja a hegyről. Az alkotmány darabokra törik, a fiú kezdetben örül, majd egyre inkább a lelepleződéstől tart. Cselekedetével éppen ellenkező hatást ér el: Klara nem megy haza, hanem megtanul járni (ez sokkal inkább a jó kecsketejnek és a tiszta hegyi levegőnek köszönhető), édesapja és nagymamája is nagyon örül ennek. Péter végül lebukik, de a nagymama úgy ítéli meg, hogy nem kell megbüntetni, mert a rossz lelkiismerete már jól megbüntette. A nyár végén Heidi és Klara könnyek között búcsúznak egymástól, de a kislány nem marad frankfurti ismerősök nélkül: a doktor nyugdíjba vonul és a hegyi faluban készül letelepedni. A doktor úr és nagyapa összebarátkozik, és végleg szívükbe zárják Heidit, aki sok örömöt okozott nekik, és remélik, hogy ezután is sokat fog.

## Szereplők

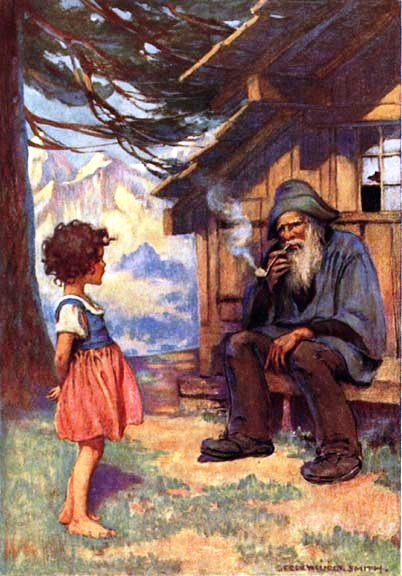
Heidit és Alpöhit Jessie Willcox Smith illusztrálta

- Heidi
- Alpöhi, a nagyapa
- Péter
- Klara Sesemann
- Sesemann úr
- Sesemann nagymama
- Rottenmeier kisasszony
- Sebastian
- Tinette
- Brigitte, Péter édesanyja
- Péter nagymamája
- Classen doktor úr

## Feldolgozások
A regényből számos film, tévéfilm, sorozat és musical készült:
- Heidi (film, 1937), főszereplő: Shirley Temple.[3]
- Heidi (film, 1952)[4]
- Heidi (film, 1965), rendező: Werner Jacobs.[5]
- Heidi (tévéfilm, 1968), szereplők: Jennifer Edwards (Heidi), Michael Redgrave (nagyapa), Maximilian Schell (Sesemann úr).[6]
- Heidi, a hegyek lánya (animesorozat, 1974)[7]
- Heidi (sorozat, 1978)[8]
- Heidi (musical, 1978)[9]
- Heidi (musical, 1982)[10]
- Menekülés (film, 1990), a Heidi alternatív folytatása, Heidit játssza Juliette Claton.
- Heidi (sorozat, 1993)[11]
- Heidi (animációs film, 1995)[12]
- Heidi (animációs film, 2005)[13]
- Heidi (film, 2005), szereplők: Emma Bolger (Heidi), Max Von Sydow (nagyapa), Diana Rigg (Sesemann nagymama).[14]
- Heidi (animációs sorozat, 2015)
- Heidi (film, 2015)

## Linkek
- A regény adatlapja a moly.hu oldalon: https://moly.hu/konyvek/johanna-spyri-heidi
- A regény adatlapja a libri.hu oldalon: https://www.libri.hu/konyv/johanna_spyri.heidi-5.html
- A regény adatlapja a Könyvmolyképző Kiadó oldalán: https://konyvmolykepzo.hu/products-page/csikos-lanyszoba-kotetek/johanna-spyri-heidi-187